# Jorma Siitarinen
Jorma Siitarinen (* 26. Dezember 1949 in Helsinki) ist ein ehemaliger finnischer Eishockeyspieler und -trainer. Als Verteidiger war er unter anderem für Tappara und Jokerit in der SM-sarja sowie den SC Riessersee in der Bundesliga aktiv. Dabei wurde er einmal Finnischer Meister. Als Trainer betreute er verschiedene Mannschaften hauptsächlich in Deutschland und Österreich, darunter den Bundesligisten Eintracht Frankfurt und den EC KAC, mit dem er Österreichischer Meister wurde.

## Karriere
Jorma Siitarinen kam in der Saison 1967/68 aus dem Nachwuchs von Tappara in deren erste Mannschaft. Bei seinem Debüt in der SM-sarja am 7. Januar 1968 erzielte er direkt vier Tore und gab eine Vorlage. Insgesamt kam er in seiner Premierensaison in Finnlands höchster Spielklasse auf acht Treffer in neun Partien. In den nächsten Jahren entwickelte er sich zum Stammspieler bei Tappara, bevor er zur Saison 1972/73 zu Jokerit wechselte. In seiner ersten Spielzeit bei dem Hauptstadtklub wurde er Finnischer Meister.
Nach einer weiteren Saison bei Jokerit setzte der Linksschütze seine Karriere ab 1974 in Deutschland fort. Erste Station war in der Saison 1974/75 der Augsburger EV aus der 2. Bundesliga, bei dem er mit 31 Toren in 36 Spielen neben seinem Landsmann Jouni Samuli der erfolgreichste Torschütze war. Ein Jahr später wechselte er zum EV Landsberg, mit dem er Oberliga-Meister wurde und in die 2. Bundesliga aufstieg. Nach einer Spielzeit mit dem SC Riessersee in der Bundesliga kehrte er im Jahr 1977 nach Landsberg zurück, wo er seine Spielerkarriere in der Saison 1979/80 beendete.

### Trainerlaufbahn
Jorma Siitarinen übernahm schon in der Endphase der Saison 1979/80 den Posten als Cheftrainer beim EV Landsberg. In der Spielzeit 1980/81 betreute er dann den ERC Ingolstadt in der Oberliga. Nach einer kurzen Amtszeit beim Zweitligisten ECD Iserlohn, bei dem er nach 24 Spielen vorzeitig entlassen wurde, und einer Saison beim ESG Kassel in der Oberliga kam er im Jahr 1983 zur Eintracht Frankfurt. Mit dem Verein erreichte er dreimal in Folge die Bundesliga-Aufstiegsrunde, in der ihm in der Saison 1985/86 der Aufstieg in die höchste deutsche Spielklasse gelang. Der Finne blieb zwei weitere Jahre in Frankfurt und führte das Team in der Spielzeit 1987/88 erstmals in die Bundesliga-Playoffs. In 259 Liga-Spielen mit der Eintracht gelangen ihm 111 Siege. Weitere Stationen waren Anfang der 1990er Jahre der Schweizer Klub SC Langnau aus der Nationalliga B, der deutsche Zweitligist ESC Wolfsburg und der Oberliga-Klub ERC Selb. In der Saison 1996/97 stand er beim EV Füssen hinter der Bande.
Ab dem Jahr 2000 war Siitarinen dann hauptsächlich in Österreich tätig, wo er zuerst den EHC Lustenau übernahm. In der Saison 2003/04 trainierte er den EC KAC, mit dem er Österreichischer Meister wurde. Anschließend wurde er vom Ligakonkurrenten EC Red Bull Salzburg verpflichtet. Dort trat er bereits im Dezember 2004 von seinem Amt zurück. Auch beim WSV Sterzing verbrachte er anschließend nur eine Saison. In den folgenden Jahren trat er als Coach im Nachwuchseishockey in Erscheinung, unter anderem in der Juniorenabteilung der Vienna Capitals. Von 2016 bis 2019 war er Trainer der Damenmannschaft Neuberg Highlanders in der Elite Women’s Hockey League.
Zwischen 2003 und 2011 war Siitarinen parallel auch für Nationalmannschaften tätig. So begleitete er das österreichische Herren-Nationalteam als Assistenztrainer unter anderem zu zwei Weltmeisterschaften. Bei der Frauen-Weltmeisterschaft 2007 war er Cheftrainer der chinesischen Auswahl und bei der U18-WM 2011 betreute er das österreichische Frauenteam.

## Erfolge und Auszeichnungen
- 1973 Finnischer Meister mit Jokerit
- 1976 Meister der Oberliga und Aufstieg in die 2. Bundesliga mit dem EV Landsberg
- 1986 Aufstieg in die Bundesliga mit Eintracht Frankfurt (als Trainer)
- 2004 Österreichischer Meister mit dem EC KAC (als Trainer)

## Karrierestatistik
(Legende zur Spielerstatistik: Sp oder GP = absolvierte Spiele; T oder G = erzielte Tore; V oder A = erzielte Assists; Pkt oder Pts = erzielte Scorerpunkte; SM oder PIM = erhaltene Strafminuten; +/− = Plus/Minus-Bilanz; PP = erzielte Überzahltore; SH = erzielte Unterzahltore; GW = erzielte Siegtore; 1 Play-downs/Relegation; Kursiv: Statistik nicht vollständig)